# Stefano Casagranda
Stefano Casagranda (Borgo Valsugana, Provincia de Trento, 23 de marzo de 1973) fue un ciclista italiano, que fue profesional entre 1996 y 2007.

## Palmarés
- 1995
  - 1º en el Trofeo Mario Zanchi
- 1996
  - Vencedor de una etapa en la París-Niza
- 1998
  - Vencedor de una etapa a la Giro del Trento
- 2000
  - Vencedor de una etapa a la Vuelta en Castilla y León
- 2001
  - Vencedor de una etapa a la Vuelta en Dinamarca
- 2002
  - Vencedor de una etapa al Rothaus Regio-Tour

## Resultados en las grandes vueltas
| Carrera         | 1996  | 1997 | 1998 | 1999 | 2000  | 2001  | 2002 | 2003  | 2004 |
| --------------- | ----- | ---- | ---- | ---- | ----- | ----- | ---- | ----- | ---- |
| Giro de Italia  | Ab.   | Ab.  | -    | FC   | -     | 108.º | -    | -     | -    |
| Tour de Francia | -     | -    | Ab.  | -    | -     | -     | Ab.  | -     | Ab.  |
| Vuelta a España | 108.º | -    | -    | -    | 116.º | 133.º | -    | 135.º | -    |

-: no participa FC: Fuera de Control Ab.: Abandona